# Нагорода Бостонської асоціації кінокритиків (2017)
38th BSFC Awards

10 грудня, 2017

Найкращий фільм: 

Примарна нитка
38-ма церемонія вручення нагород Бостонської асоціації кінокритиків, відзначення найкращих фільмів знятих в 2017, що пройшла 10 грудня 2017.

## Переможці
- Найкращий фільм:
  - Примарна нитка
  - 2-е місце: Форма води
- Найкращий режисер:

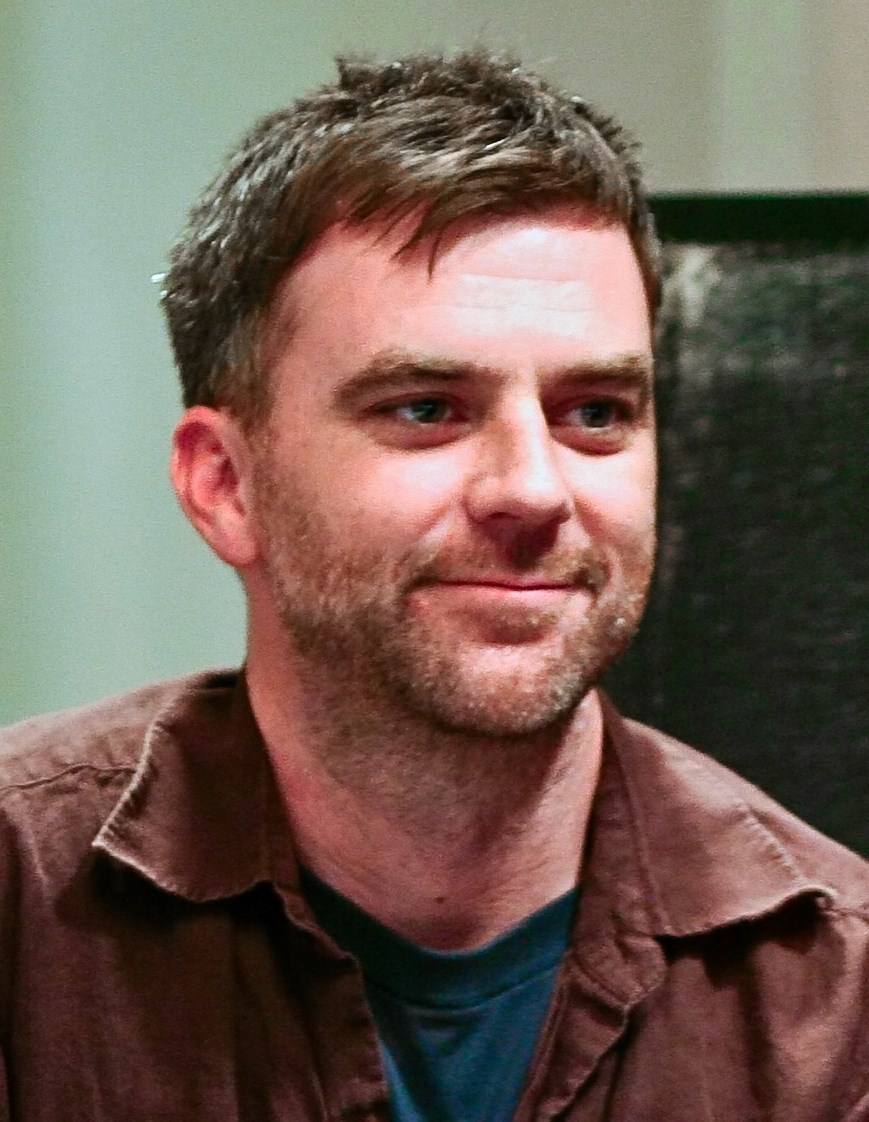
Пол Томас Андерсон, Кращий режисер

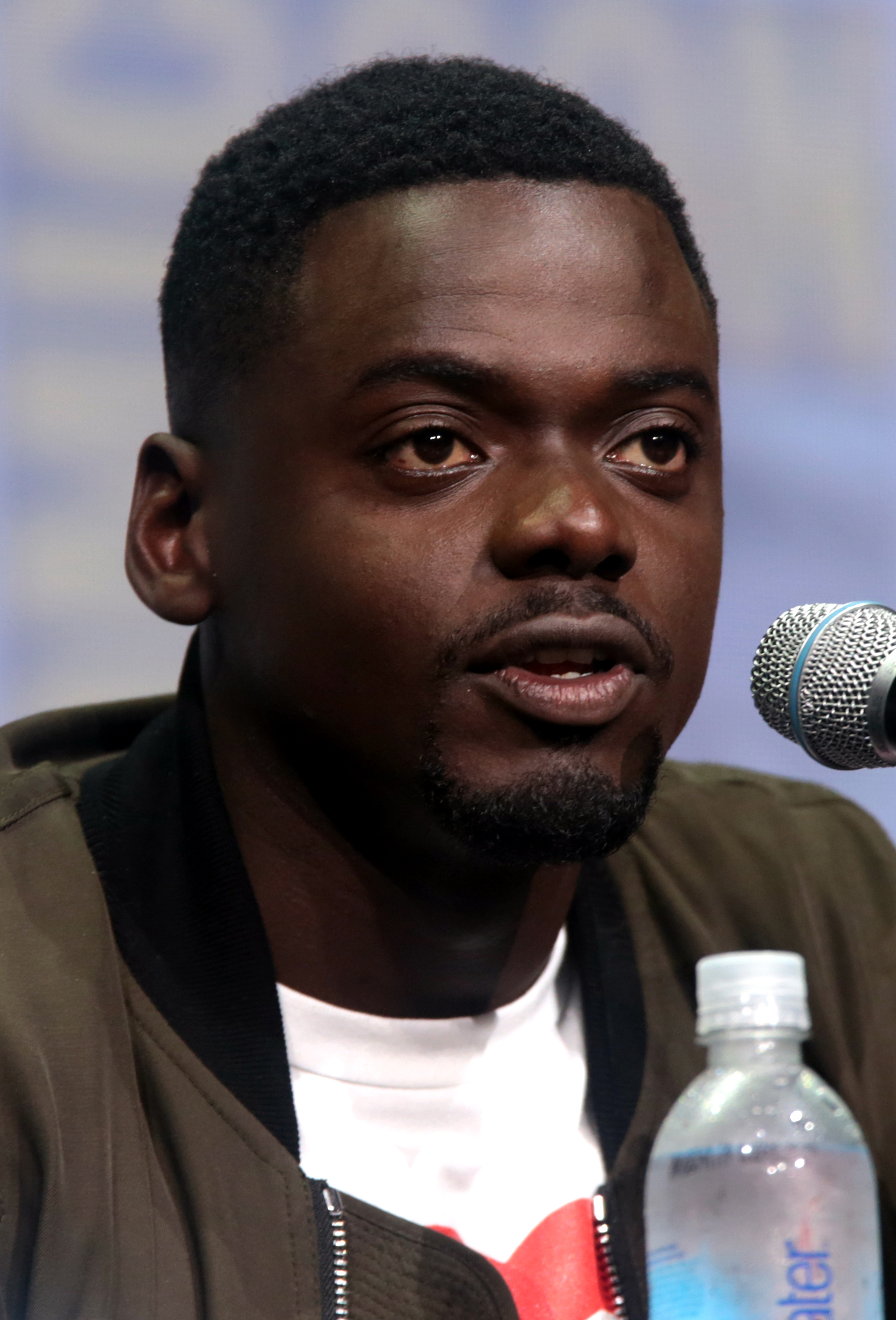
Деніел Калуя, Кращий актор

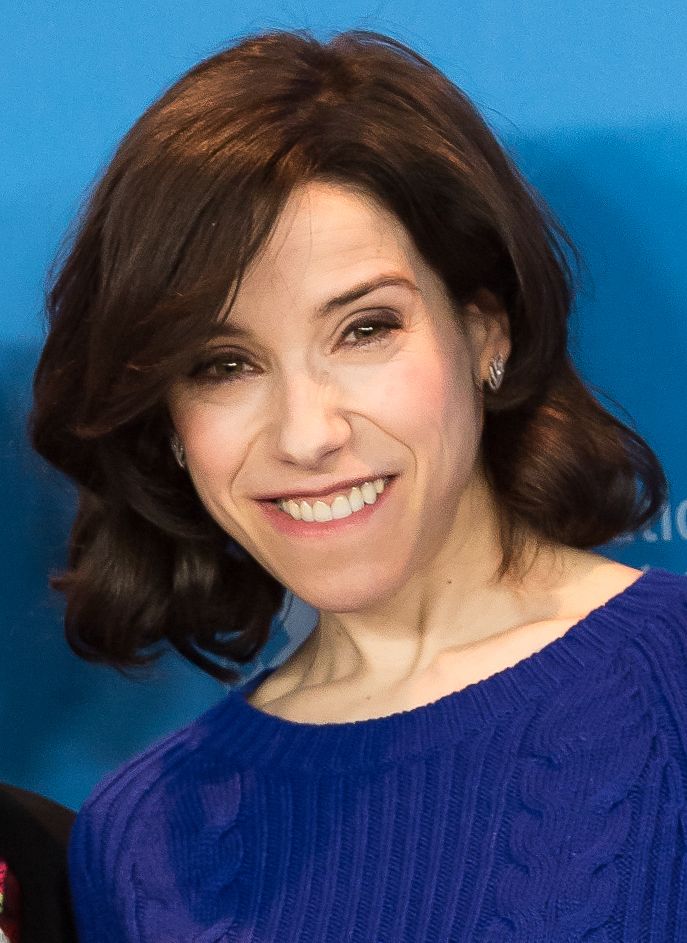
Саллі Гокінс, Краща акторка

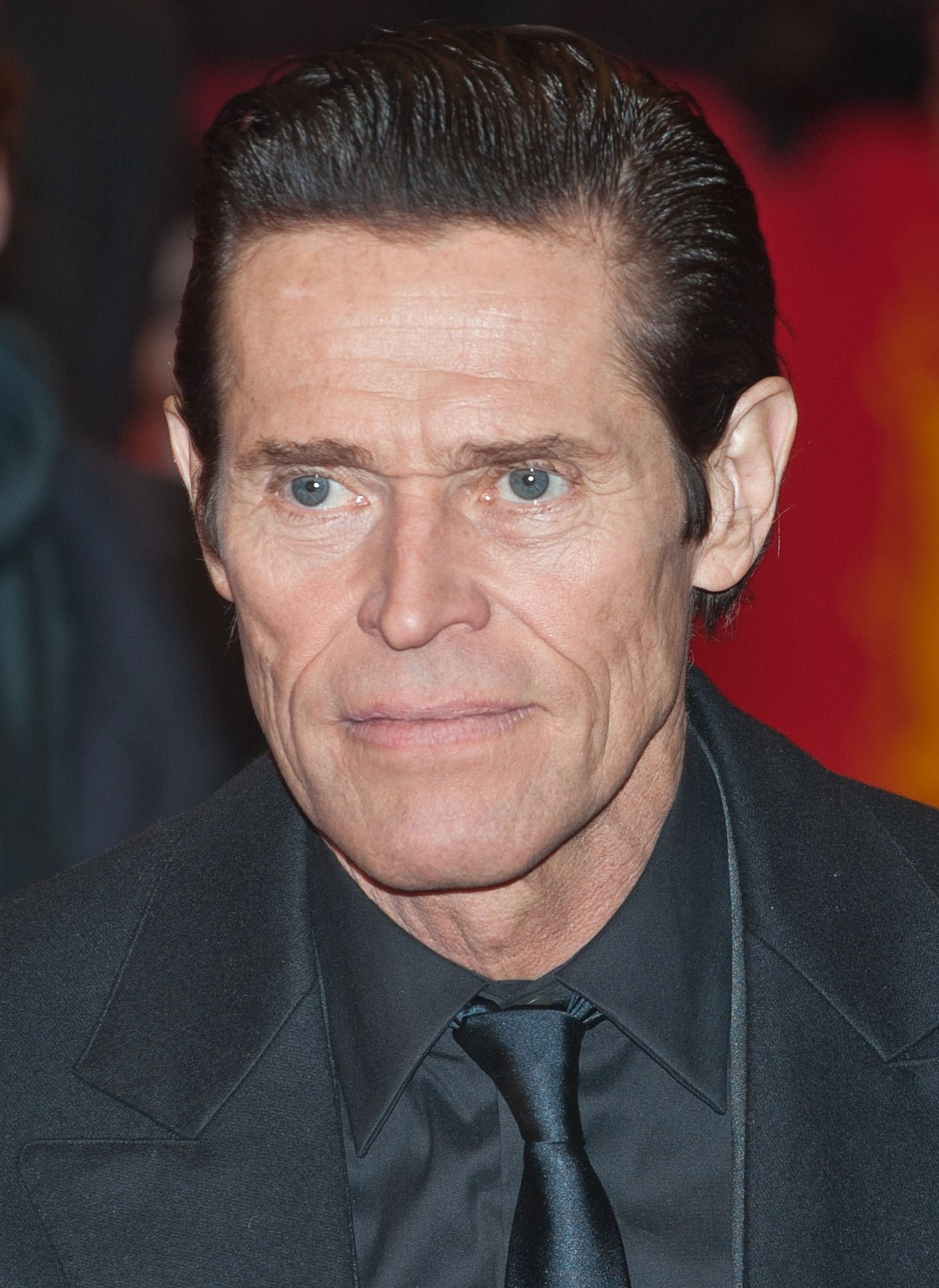
Віллем Дефо, Кращий актор другого плану

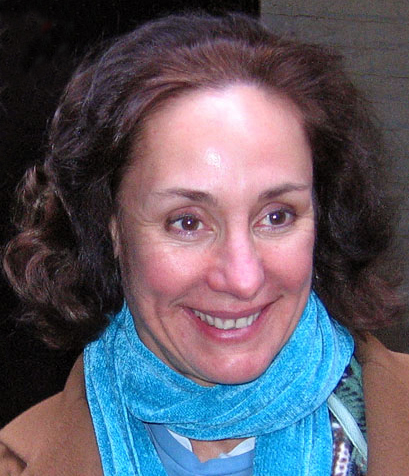
Лорі Меткалф, Краща акторка другого плану

  - Пол Томас Андерсон – Примарна нитка
  - 2-е місце: Гільєрмо дель Торо – Форма води
- Найкращий актор:
  - Деніел Калуя – Пастка
  - 2-е місце: Тімоті Шалемей – Назви мене своїм ім'ям
- Найкраща акторка
  - Саллі Гокінс – Форма води
  - 2-е місце: Вікі Кріпс – Примарна нитка
- Найкращий актор другого плану:
  - Віллем Дефо – Проект «Флорида»
  - 2-е місце: Сем Роквелл – Три білборди за межами Еббінга, Міссурі
- Найкраща акторка другого плану:
  - Лорі Меткалф – Леді-Птаха
  - 2-е місце: Еллісон Дженні – Я, Тоня
- Найкращий сценарій:
  - Ґрета Ґервіґ – Леді-Птаха
  - 2-е місце: Джордан Піл – Пастка
- Найкращий саундтрек:
  - Джонні Грінвуд – Примарна нитка
  - 2-е місце: Алекс Сомерс – Доусон Сіті: Заморожений час
  - 3-е місце: Александр Деспла – Форма води
- Найкращий анімаційний фільм:
  - Коко
  - 2-е місце: З любов'ю, Вінсент
- Найкращий іноземний фільм:
  - Квадрат
  - 2-е місце: 120 ударів на хвилину
- Кращий документальний фільм:
  - Доусон Сіті: Заморожений час
  - 2-е місце: Обличчя, села
- Найкращий постановщик:
  - Хойте ван Хойтема – Дюнкерк
  - 2-е місце: Роджер Дікінс – Той, хто біжить по лезу 2049
- Найкращий редактор:
  - Девід Лоурі – Історія примари
  - Runner-up: Тетяна Рігель – Я, Тоня
- Найкращий новий режисер:
  - Джордан Піл – Пастка
- Найкращий підібраний акторський склад:
  - Історії сім'ї Мейровіц
  - 2-е місце: 120 ударів на хвилину